# Калвизано
Калвизано је насеље у Италији у округу Бреша, региону Ломбардија.
Према процени из 2011. у насељу је живело 4477 становника. Насеље се налази на надморској висини од 67 м.

## Становништво
| 1951. | 1961. | 1971. | 1981. | 1991. | 2001. | 2011. |
| ----- | ----- | ----- | ----- | ----- | ----- | ----- |
| 6.902 | 5.886 | 5.925 | 6.508 | 6.809 | 7.416 | 8.537 |